# Пера Панкер
„Пера Панкер” је југословенски кратки филм из 1985. године. Режирала га је Ивана Маринков која је написала и сценарио.

## Улоге
| Глумац            | Улога |
| ----------------- | ----- |
| Небојша Бакочевић |       |
| Аница Добра       |       |
| Бора Тодоровић    |       |